# Diego Pérez Chirinos
Diego Alejandro Pérez Chirinos (Lima, Perú; 25 de octubre de 1995) es un actor y locutor peruano. Es egresado de la facultad de Artes Escénicas de la PUCP. Es más conocido por el rol de Gerson Garzón en la telenovela Mi esperanza. 

## Carrera
Su primera participación en televisión es en la producción de Michelle Alexander: Mi Esperanza, en donde hace su debut actoral. 
En el 2019, es convocado para formar parte del elenco de la telenovela Sres. Papis, adaptación de la telenovela chilena del mismo nombre. Fue parte de la obra de teatro Variety Chopin con Sebastián Ramos y Tati Alcántara.

## Filmografía

### Televisión

#### Series y telenovelas
- Mi Esperanza (2018) como Gerson Garzón Pariona.
- Sres. Papis (2019) como Lorenzo Pérez "El Loro".
- Mi vida sin ti (2020) como Enrique Calderón Castillo "Kike".
- Los otros libertadores (2021) como Oídor Linares.
- Maricucha (2022) como Bombero.
- Los otros libertadores 2 (2022) como Oídor Linares.
- Súper Ada (2024) como Trinche.

#### Programas
- En boca de todos (2018) como Invitado.
- La Banda del Chino (2018) como Invitado.

### Vídeos musicales
- Luz (2018) como Gerson Garzón Pariona.
- Apaga la luz (2018) como Gerson Garzón Pariona.

## Radio
- Radio América como Locutor.